# Erhard Wolfkühler
Erhard Wolfkühler (* 5. Juni 1943 in Assel; † 6. Februar 2013) war ein deutscher Politiker. Er war verheiratet und hatte zwei Kinder.

## Ausbildung und Beruf
Nach dem Realschulabschluss absolvierte Wolfkühler eine Lehre als Großhandelskaufmann. Nach dem Wehrdienst war er als kaufmännischer Angestellter tätig. Über den zweiten Bildungsweg holte er sein Abitur nach und studierte anschließend Betriebswirtschaft an der Fachhochschule Kassel. Danach war er zunächst als Leiter des Personal- und Sozialwesens, später als Geschäftsführer der konzerneigenen Standortentwicklungsgesellschaft bei der VAW Aluminium AG in Stade tätig.

## Politik
Seit dem Jahr 1981 war Wolfkühler Mitglied der SPD. Er war stellvertretender Vorsitzender des Ortsvereins Drochtersen. Von 1986 bis 2009 war er Ratsherr der Gemeinde Drochtersen und seit 1996 Vorsitzender der dortigen SPD-Fraktion. Von 2001 bis 2011 war er zudem Mitglied des Kreistages des Landkreises Stade. Von 1998 bis 2008 gehörte Wolfkühler dem Niedersächsischen Landtag an.